# 莫伊斯·基斯林
莫伊斯·基斯林（波蘭語：Moïse Kisling、1891年1月22日-1953年4月29日）是波蘭出生的法國畫家。他於1910年移居巴黎，在第第一次世界大战中服役受傷後於，他於1915年成為法國公民。後在法國淪陷後，他於1940年移居美國，並於1946年返回法國。

## 生平
基斯林於1891年1月22日出生於奧匈帝國的克拉科夫，其父母是猶太人。他在克拉科夫美術學院師從約瑟夫·潘凱維奇，後者則鼓勵基斯林前往法國巴黎學習，1910年，基斯林搬到了巴黎的蒙馬特美術街，他最初加入了一個由來自東歐以及美國和英國的藝術家組成的移民社區，與許多同時代的藝術家成為了摯友，後待1913年，基斯林在蒙帕納斯租下了一處住宅和藝術工作室。藝術家朱勒·帕斯金、利奧波德·茲博羅夫斯基、和後來的亞美迪歐·莫迪利亞尼也住在同一棟樓裡。
在第一次世界大戰爆發時，基斯林自願在法国外籍兵团服役並參戰。然而在1916年的索姆河戰役中，基斯林受到波及而受到重傷，事後他被授予法國公民身份。並在同年與蕾妮·基斯林結婚，兩人育有兩個兒子，讓·基斯林 （Jean Kisling、1922年出生) 和蓋伊·基斯林 (Guy Kisling、1922年出生）。
後在1920年代的大部分時間，莫伊斯都在法國南部度過。由於莫伊斯的風景畫風格與馬克·夏卡爾類似。作為描繪女性身體的大師，莫伊斯的超現實主義和肖像畫作品，也為他贏得了最廣泛的讚譽。
基斯林在第二次世界大戰期間於1940年再次志願服兵役，當時他已49歲。當法國軍隊在向德國人投降時，基斯林選擇退役，並移居美國南加州 ，1942年，他在南加州舉辦了他的第一次藝術展。在德國戰敗後，基斯林返回法國。

### 逝世和遺產
莫伊斯於1953年4月29日在他位於法國普羅旺斯-阿爾卑斯-藍色海岸瓦爾邦邦多勒的家中去世。在去世前十天，他患有胃病。
目前，他的作品被各種公共博物館收藏，包括哈佛藝術博物館、大英博物館、大都會藝術博物館、東京富士美術館、以色列博物館、池田20世紀美術館等。位於瑞士日內瓦的小皇宮博物館收藏了大量莫伊斯的作品。

## 外部連結
- 互联网档案馆中莫伊斯·基斯林的作品或与之相关的作品
- 在Find a Grave上的
- Agence photo de la Réunion des musées nationaux RMN （页面存档备份，存于）